# Sanatório Marítimo do Norte

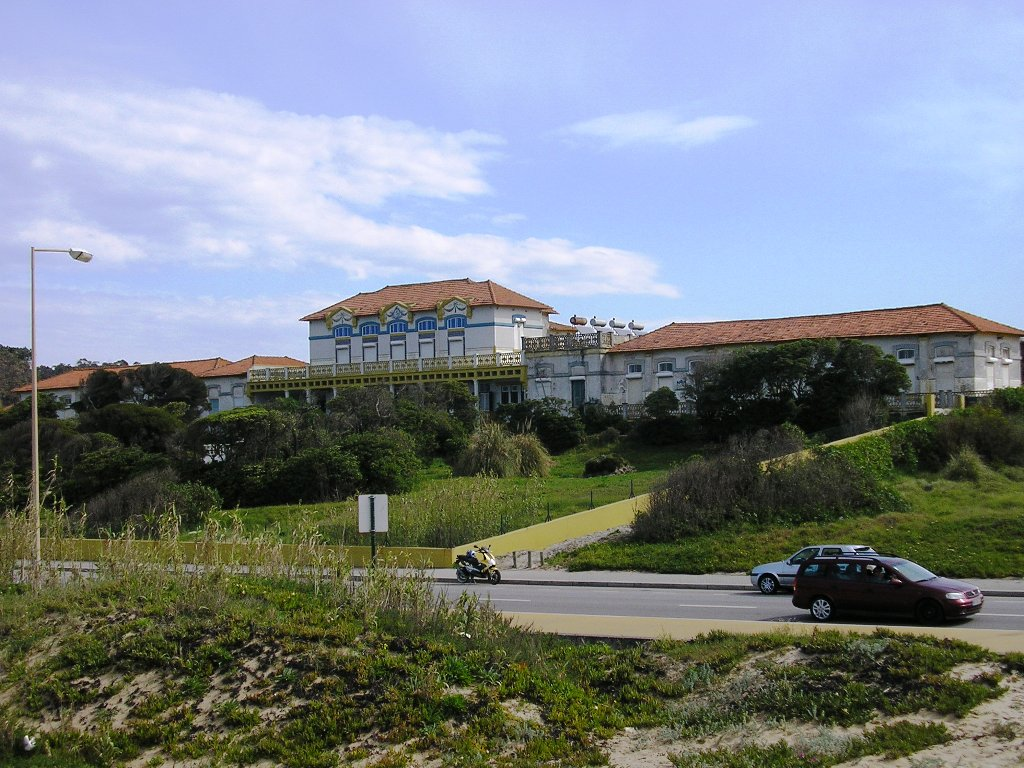
Sanatório Marítimo do Norte em 2007.

O antigo Sanatório Marítimo do Norte localiza-se em Valadares, na atual freguesia de Gulpilhares e Valadares, no Município de Vila Nova de Gaia, distrito do Porto, em Portugal.

## História
Com projeto do arquitecto Francisco de Oliveira Ferreira, foi fundado por Joaquim Gomes Ferreira Alves, sendo inaugurado em agosto de 1917. O sanatório estava vocacionado à época para o tratamento de diversas doenças, nomeadamente a tuberculose, pelo aproveitamento dos efeitos benéficos da água do mar (talassoterapia) e da luz do sol (helioterapia).
Em 1978, por doação efetuada pelo filho do fundador, Dr. Álvaro Ferreira Alves, transitou para a posse do Estado, condicionada à integração do pessoal nos quadros da função pública e à utilização do espaço para instalação de equipamentos de saúde. A partir dessa data deixou de funcionar, sendo posteriormente cedido à Associação S. João de Deus, ligada ao Presidente do Sindicato dos Enfermeiros Portugueses e para efeito de ali instalar um equipamento de apoio a enfermeiros aposentados, o que também nunca se concretizou, limitando-se o seu uso a servir como residência para o presidente daquele Sindicato e sua família, o que motivou diversas ações judiciais que culminariam com a cessação da cedência.
Sem ocupação, o edifício foi-se degradando, situação que só foi travada com a decisão governamental de instalar ali o Centro de Reabilitação Física do Norte. A cerimónia de lançamento da "primeira pedra" desta nova fase teve lugar em 26 de junho de 2010.
Atualmente o edifício encontra-se em Vias de Classificação.